# Karl Porzelt
Karl August Bernhard Porzelt (* 20. August 1871 in Köln; † 30. März 1943 in Mönchengladbach) war ein deutscher Jurist und Kommunalpolitiker.

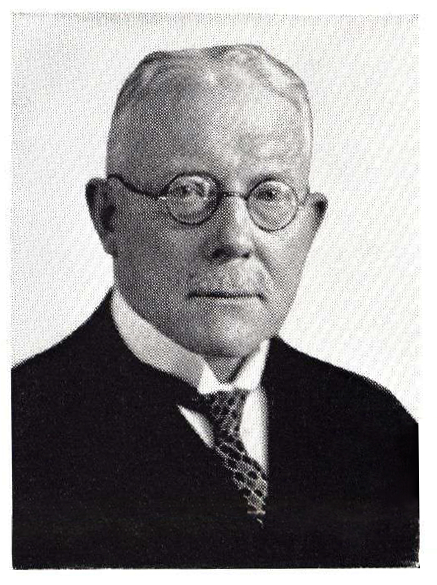
Karl Porzelt (1871–1943), Erster Beigeordneter der Stadt Mönchengladbach

## Leben
Karl Porzelt wurde als Sohn des Kaufmanns Paul Porzelt (1844–1923) und seiner Ehefrau Helene (1847–1879), einer geborenen Harperath, in Köln geboren. Nach dem Besuch des Friedrich-Wilhelm-Gymnasiums in Köln studierte Porzelt Rechtswissenschaften in Marburg, Berlin und Bonn, bevor er 1897 an der Universität Leipzig zum Doktor beider Rechte promoviert wurde. Während seines Studiums wurde er 1890 Mitglied der Burschenschaft Alemannia Marburg und 1892 der Bonner Burschenschaft Frankonia.
Ab 1899 war er Gerichtsassessor in Berlin, bevor er anschließend in Mülheim an der Ruhr und Krefeld tätig war. Im Oktober 1900 erhielt er durch den amtierenden Oberbürgermeister Hermann Piecq die Berufung zum Ersten Beigeordneten der Stadt Mönchengladbach. Als Beigeordneter trug er den Titel Bürgermeister und wurde auch als „Bürgermeister von Waldhausen“ bezeichnet. Porzelt wurde 1930 als Beigeordneter entlassen, war "Bürgermeister ohne Amt" und wurde 1933 in den Ruhestand versetzt.

## Familie
Karl Porzelt war mit Maria Elisabeth „Ella“ (1874–1956), geborene Krauß, verheiratet, mit der er zwei Kinder hatte.

## Ehrungen
In Mönchengladbach wurde 1956 die ehemalige General-Kraus-Str. nach ihm benannt.

## Veröffentlichungen
- Die vorläufige Vollstreckbarkeit der Urtheile der Reichscivilprozeßordnung §§ 648–659 C.P.O. Dissertation Universität Leipzig 1896.
- Die Wehrsteuer 1913.